# Laurel und Hardy: Die Wunderpille
Die Wunderpille (Originaltitel: Jitterbugs; auch bekannt als Dick und Doof und die Wunderpille) ist eine US-amerikanische Filmkomödie von Malcolm St. Clair mit dem Komikerduo Laurel und Hardy in den Hauptrollen.

## Handlung
Stan und Ollie bilden ein Zwei-Mann-Orchester, das mit einem Wohnwagen durch die Vereinigten Staaten reist. Mitten in der Wüste geht der Treibstoff aus und sie sind zum Stehenbleiben gezwungen. Gerettet werden sie von dem angeblichen Erfinder Chester Wright, der behauptet, eine Pille erfunden zu haben, mit der man Wasser in Benzin verwandeln könne. Tatsächlich ist er ein Betrüger, der Wasserflaschen mit Benzinflaschen vertauscht – Stan und Ollie kommen allerdings nicht hinter den Trick. Chester schließt sich den beiden an. Nachdem Stan und Ollie in der nächsten Stadt ein Konzert gegeben haben, preisen sie vor der begeisterten Menschenmenge voller Überzeugung die Wunderpillen von Chester an. In der Menge macht Chester unterdessen Bekanntschaft mit der schönen jungen Sängerin Susan. Bald darauf fliegt der Schwindel mit den Wunderpillen auf, woraufhin Stan, Ollie und Chester aus der Stadt flüchten müssen. Chester hat noch die Brieftasche von Susan, die sie ihm beim Tanzen anvertraut hat, bei sich. Er will bereits zurückfahren, doch hat sich Susan längst an das Ende des Wohnwagens geheftet.
Chester findet bald heraus, dass Susans Mutter vor kurzem von einem Mann namens Henry Corcoran um 10.000 US-Dollar betrogen wurde. Um das Geld wiederzubeschaffen, mietet sich Ollie als Colonel Watterson Bixby in dasselbe Hotel wie Corcoran ein, Stan spielt das Faktotum des angeblichen Colonel und Chester den Sekretär. Corcoran wird im Glauben gelassen, der Colonel sei sehr wohlhabend und ein notorischer Frauenheld. Daraufhin setzt Corcoran seine Freundin Dorcas auf Ollie an, allerdings hält Dorcas zunächst Stan für den angeblichen Colonel und flirtet mit ihm. Nach einigen Verwicklungen kann Chester am Ende Corcoran insgesamt 5.000 Dollar abnehmen, die anderen 5.000 Dollar – so beteuert Corcoran – habe sein Partner Malcolm Bennett.
Um diese Summe zu bekommen, lässt sich Susan als Sängerin auf dem Showboot von Bennett einstellen. Stan muss sich als Susans wohlhabende Tante verkleiden und gibt vor, die Showkarriere ihrer Nichte voranbringen zu wollen. Deshalb solle eine 10.000 Dollar teure Show entstehen, bei der die Tante die eine Hälfte und Bennett die andere Hälfte finanzieren soll. Bennett hat die Absicht, die gesamten 10.000 Dollar an sich zu nehmen und mit dem Geld zu verschwinden – aber Stan und Ollie sind dem Betrüger bereits einen Schritt voraus. Am Ende kann Chester die 10.000 Dollar an sich nehmen und damit verschwinden. Bennett kommt schnell dahinter, dass er betrogen wurde, und setzt mithilfe seiner Kumpane Stan, Ollie und Susan fest. Die drei Gefangenen gehen davon aus, dass Chester sie hintergangen hat.
Der verärgerte Gangster Tony Queen, der Bennett das Geld für den schiefgelaufenen Betrug geliehen hat, übernimmt nun die Kontrolle über Bennetts Showboot. Während Stan und Ollie im Maschinenraum arbeiten müssen, ist Susan gezwungen, als Sängerin aufzutreten, wobei ihr Tony Queen unerwünschte Avancen macht. Stan und Ollie können aus dem Maschinenraum entkommen, als ein sich schlecht fühlender Gangster die Wunderpillen von Chester einnimmt, die er für Medizin hält. Sie können auch Tony Queen mit den Wunderpillen ausschalten. Das Schiff reißt sich durch den Tumult von der Leine los und fährt mit hoher Geschwindigkeit durch den Hafen, wobei es mehrere Male knapp an anderen Schiffen vorbeischrammt. Schließlich erscheint Chester mit der Polizei, um die Gangster festzunehmen. Er hat das Hotel verlassen, um die 10.000 Dollar sofort an Susans Mutter zu überweisen. Chester und Susan versöhnen sich, während Stan und Ollie auf der Flucht vor den verbliebenen Gangstern in die See springen.

## Hintergrund

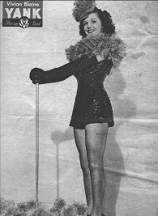
Vivian Blaine (1944)

Der englische Originaltitel Jitterbugs leitet sich von dem gleichnamigen Tanz ab, der mehr oder weniger synonym mit dem in den 1940er-Jahren beliebten Swing-Tanz ist. Die drei von Vivian Blaine im Film gesungenen Songs sind The Moon Kissed the Mississippi, If the Shoe Fits You, Wear It und I've Gotta See for Myself. Die Songs wurden von Lew Pollack komponiert, die Texte verfasste Charles Newman.
Obwohl sich Stan Laurel und Oliver Hardy generell eher unzufrieden mit vielen ihrer Filme bei 20th Century Fox zeigten, nannte Oliver Hardy Jitterbugs später einen seiner fünf Lieblingsfilme. Für Unzufriedenheit beim Publikum soll zu Zeiten des Zweiten Weltkrieges allerdings die komödiantisch gemeinte Szene gesorgt haben, in der Stan seine Benzinkarten auseinanderreißt – im Zweiten Weltkrieg gab es Versorgungsprobleme mit Benzin, von denen viele Amerikaner betroffen waren. Gedreht wurde unter anderen im kalifornischen Palmdale.

## Synchronisation
- Die erste deutsche Synchronfassung entstand im Jahr 1965 bei der IFU in Remagen. Stan wurde von Walter Bluhm gesprochen, während Arno Paulsen den Ollie übernahm. Das Dialogbuch wurde von Eberhard Storeck verfasst, die Synchronregie übernahm Horst H. Roth.[4]
- Die zweite Synchronfassung entstand im Jahr 1975 unter Leitung von Wolfgang Schick, der das alte Dialogbuch von Storeck wiederverwendete und bearbeitete. Walter Bluhm lieh erneut Stan seine Stimme, während Ollie von Michael Habeck gesprochen wurde, und Vivian von Heidi Treutler gesprochen wurde.[5]

## Kritiken
Das Lexikon des internationalen Films schrieb: „Von den schwachen Filmen, die das Komikergespann für die 20th Century-Fox produzierte, der vergleichsweise beste.“ Auch der US-amerikanische Filmhistoriker Leonard Maltin schrieb, es sei eines der besseren Werke aus dem Spätwerk des Komikerduos. Er hob die Leistung von Vivian Blaine sowie die Szene zwischen Oliver Hardy und Lee Patrick in der Rolle der Verführerin Dorcas hervor. Cinema sprach von einem „charmanten Spätwerk“ des Komikerduos.